# Омельно (Гомельская область)
Омельно (бел. Амельна) — деревня в Поболовском сельсовете Рогачёвского района Гомельской области Беларуси.

## География

### Расположение
В 25 км на юго-запад от районного центра и железнодорожной станции Рогачёв (на линии Могилёв — Жлобин), 146 км от Гомеля.

## Транспортная сеть
Транспортные связи по просёлочной, затем автомобильной дороге Бобруйск — Гомель. Планировка состоит из почти прямолинейной широтной улицы, застроенной двусторонне, плотно, деревянными усадьбами.

## История
По письменным источникам известна с XVIII века как селение в Речицком повете Минского воеводства Великого княжества Литовского. После 2-го раздела Речи Посполитой (1793 год) в составе Российской империи. С 1901 года действовала церковь. В 1904 году открыта школа, которая размещалась в наёмном крестьянском доме, а в 1913 году для неё построено здание. В результате пожара 31 мая 1925 года сгорело 30 строений. В 1931 году организован колхоз. Во время Великой Отечественной войны 71 житель погиб на фронте. Согласно переписи 1959 года в составе колхоза «Красная Армия» (центр — деревня Остров). Располагались фельдшерско-акушерский пункт, клуб.

## Население

### Численность
- 2004 год — 82 хозяйства, 172 жителя.

### Динамика
- 1925 год — 152 двора.
- 1959 год — 565 жителей (согласно переписи).
- 2004 год — 82 хозяйства, 172 жителя.